# Bundesinstitut für Öffentliche Gesundheit
Das Bundesinstitut für Öffentliche Gesundheit (BIÖG), bis Februar 2025 Bundeszentrale für gesundheitliche Aufklärung (BZgA), ist eine deutsche Bundesoberbehörde im Geschäftsbereich des Bundesministeriums für Gesundheit. Die Behörde hat ihren Sitz in Köln und wird seit Oktober 2023 kommissarisch von Johannes Nießen geleitet, der auch Errichtungsbeauftragter des Bundesinstituts für Öffentliche Gesundheit ist. Sie wurde durch Erlass vom 20. Juli 1967 (GMBI. S. 375) als nicht rechtsfähige Bundesanstalt im Geschäftsbereich des Bundesministeriums für das Gesundheitswesen mit Sitz in Köln errichtet und ging aus dem Deutschen Gesundheits-Museum hervor, das zwischen 1949 und 1956 vom ehemaligen Präsidenten des Deutschen Hygiene-Museums, Georg Seiring, geleitet worden war. Sie ist Mitglied in der Arbeitsgemeinschaft der Ressortforschungseinrichtungen.

## Aufgaben und Tätigkeiten
Das BIÖG hat die Aufgabe, die Bereitschaft der Bürger zu fördern, sich verantwortungsbewusst und gesundheitsgerecht zu verhalten und das Gesundheitssystem sachgerecht zu nutzen. Die Schwerpunkte des BIÖG sind Aidsprävention, Sexualaufklärung, Suchtprävention bei legalen und illegalen Drogen, Kinder-, Jugend- und Senioren Gesundheit, gesunde Ernährung, Organspende, Gesundheitsvorsorge bei Hitzebelastung und Bereitstellung von Informationen zum Thema Impfung. Des Weiteren werden Studien und Untersuchungen durchgeführt oder in Auftrag gegeben, um die Aufklärungsarbeit zu verbessern. Die Studien werden regelmäßig veröffentlicht.
Bei ihrer Gründung wurden der damaligen BZgA folgende Aufgaben übertragen:
- Erarbeiten von Richtlinien und Grundsätzen für den Inhalt und die Methoden einer praktischen Gesundheitserziehung
- Ausbildung und Fortbildung von Personen auf dem Gebiet der Gesundheitserziehung und -aufklärung
- Koordination von gesundheitlicher Aufklärung und Gesundheitserziehung im Bundesgebiet
- Zusammenarbeit mit dem Ausland in diesen Fachbereichen[11]

Im Oktober 2023 wurde bekannt, dass die BZgA im neu zu schaffenden Bundesinstitut für Öffentliche Gesundheit aufgehen soll. Ursprünglich war die später verworfene Bezeichnung „Bundesinstitut für Prävention und Aufklärung in der Medizin“ geplant. Die „Bundeszentrale für gesundheitliche Aufklärung“ (BZgA) wurde am 13. Februar 2025 durch Bundesgesundheitsminister Karl Lauterbach in „Bundesinstitut für Öffentliche Gesundheit“ (BIÖG) umbenannt.
Die Gründung des BIÖG durch Karl Lauterbach wurde u. a. durch die Abgeordneten Tino Sorge (CDU) und Kristine Lütke (FDP) kritisiert, die den Minister davor warnten, vor dem Ende der Wahlperiode und ohne begleitende parlamentarisch Beratungen „Fakten zu schaffen“.

## Angebote
Die BZgA führt insbesondere Aufklärungskampagnen durch, beispielsweise die Kampagne „Gib Aids keine Chance“ (von 1987 bis 2016 laufend zur Aufklärung über und Prävention gegen sexuell übertragbare Infektionen), die „rauchfrei“-Kampagne zur Förderung des Nichtrauchens und „Kinder stark machen“ zur Suchtprävention. Seit 2009 wird mit der Kampagne „Alkohol? Kenn dein Limit.“ gegen Alkoholmissbrauch unter Jugendlichen vorgegangen. Internetinhalte zu den jeweiligen Themenschwerpunkten und Materialien sollen die Bevölkerung informieren. Diese können auch per Post bestellt werden.
Die Behörde und das Deutsche Jugendinstitut sind Träger des Nationalen Zentrums Frühe Hilfen.
Zu den Aufgaben der BZgA gehören außerdem die Beratung, die Erstellung von Fachpublikationen, Datenbanken, Marktanalysen und Ausstellungen. Durch das Präventionsgesetz von 2015 erhielt die BZgA neue zusätzliche Aufgaben und weitere Mitarbeiter. Für die wissenschaftliche Forschung stellt die BZgA ihre Daten in einem Forschungsdatenzentrum zur Verfügung.

## Evaluation
Im Jahr 2006 beauftragte die Bundesregierung den Wissenschaftsrat, die Tätigkeit der BZgA als einer Einrichtung der Ressortforschung des Gesundheitsministeriums zu evaluieren. Der Wissenschaftsrat kam in seiner Stellungnahme zu der Auffassung, dass die BZgA wichtige Arbeit leiste und über ein wissenschaftliches Potential verfüge, das allerdings nicht hinreichend ausgeschöpft sei und zu selten in einschlägige Publikationen münde. Ihr Arbeitsprogramm sei sehr breit angelegt und lasse eine Konzentration auf Kernkompetenzen vermissen. Den Mitarbeitern bleibe auch wegen Personalmangel wenig Zeit, Forschungsergebnisse zu publizieren. Auch Drittmittel würden – abgesehen vom Sponsoring der Wirtschaft – nur sporadisch eingeworben.

## Umsetzung des Präventionsgesetzes
Der Spitzenverband der gesetzlichen Krankenkassen kritisierte 2017 die Rolle der BZgA bei der Umsetzung des Präventionsgesetzes. Dieses Gesetz verpflichtet die Krankenkassen, jährlich 32 Millionen Euro an die BZgA zu zahlen, wofür diese Präventionsprogramme entwickeln soll. Die BZgA würde diese Mittel an Unterauftragnehmer durchleiten, die aber Zeitpläne nicht einhielten und die Aufgaben nicht in der abgesprochenen Qualität erledigen. Die Arbeitsresultate könnten nicht abgenommen werden, der Mittelabfluss stocke daher. Abstimmungsprozesse und Kommunikation mit der BZgA und ihren Unterauftragnehmern seien immer wieder unverbindlich oder fehlerhaft geblieben. Die BZgA verwehrte sich gegen die Kritik und argumentierte, dass der GKV-Spitzenverband sich der Expertisen der BZgA nicht bedient und die Konzeptvorschläge zurückgewiesen habe. 2021 hat das Bundessozialgericht die Zahlungsverpflichtung der gesetzlichen Krankenversicherungen an die BZgA für verfassungswidrig erklärt.

## Die Rolle der BZgA in der COVID-19-Pandemie
Der Gesundheitsexperte Janosch Dahmen (Grüne) kritisierte im Sommer 2021 angesichts vieler freier Impftermine, dass die BZgA ein „Totalausfall“ hinsichtlich der Impfwerbung sei. Die BZgA antwortete darauf, dass eine frühere Werbung wegen der geringen Verfügbarkeit von Impfstoffen keinen Sinn ergeben hätte. Kritiker bezeichneten die dann einsetzende Werbung jedoch als zu plump. Der Medizinstatistiker Gerd Antes kritisierte die mangelnde Bereitstellung von statistischen Daten zur Pandemie durch die BZgA: Dort seien „rund 300 Menschen angestellt, dort werden aber nicht einmal die laienverständlichen Aufklärungspapiere zu Corona in den relevanten Sprachen zur Verfügung gestellt“; es werde aber auch nicht geforscht.

## Konflikt mit Lotto-Block
Seit 2008 erstellt die BZgA einen regelmäßigen Survey zur Spielsucht der Deutschen, der für politische Entscheidungen zum Glücksspielrecht herangezogen wird. 2021 hat der Deutsche Lotto- und Totoblock (DLTB) das Sponsoring der Studie nun eingestellt, nachdem es interne Kritik an den Ergebnissen gab. Stattdessen haben die Lottogesellschaften der Länder eine eigene Untersuchung ohne öffentliche Ausschreibung in Auftrag gegeben. Angeblich hätten die Forschungsergebnisse der Bundesbehörde nicht mehr den Erwartungen der Auftraggeber entsprochen. Beispielsweise konnte die BZgA den vermeintlichen Kanalisierungseffekt der Zahlenlotterie Eurojackpot, der darin bestehen sollte, dass der Jackpot junge Spieler von illegalen Angeboten fernhält, auch neun Jahre nach der Einführung des Spiels nicht feststellen.

## Behördenleitung
- 1967–1977: Wolfgang Fritsche[5][24]
- 1977–1985: ??

- 1985–2015: Elisabeth Pott
- 2015–2020: Heidrun Thaiss
- 2021–2023: Martin Dietrich, kommissarisch
- seit 2023: Johannes Nießen, kommissarisch

Die Behördenleitung führt heute den Titel Direktorin/Direktor.